# Вушкович, Даниэль
Даниэль Вушкович (хорв. Danijel Vušković; 5 января 1981, Сплит, СР Хорватия, Югославия) — хорватский футболист, центральный защитник, выступавший в высших дивизионах Хорватии и России.

## Карьера

### Клубная карьера
Воспитанник футбольной академии сплитского «Хайдука», выступал за молодёжную команду этого клуба вместе с Дарио Срна. На взрослом уровне дебютировал в 2000 году в составе клуба «НК Солин» из пригорода Сплита, выступавшего во втором дивизионе. В сезоне 2001/02 выступал за взрослую команду «Хайдука» в высшем дивизионе, но провёл всего три матча. Дебютный матч сыграл 26 августа 2001 года против «Марсонии». На следующий год играл на правах аренды за аутсайдера высшего дивизиона «Шибеник».
В 2003 году покинул «Хайдук» и играл за клубы высшего дивизиона «Риека» и «Задар».
В марте 2008 года хорватский тренер Зоран Вулич, работавший с Вушковичем в школе «Хайдука», пригласил игрока в клуб «Луч-Энергия». В чемпионате России защитник отыграл лишь одну минуту — 15 мая 2008 года в матче против «Томи» он вышел на замену на 90+3-й минуте вместо Левана Гвазавы. Кроме того, сыграл один матч за дубль владивостокской команды. Уже в августе 2008 года контракт с футболистом был расторгнут.
Вернувшись в Хорватию, выступал за клубы низших дивизионов. Завершил игровую карьеру в 2013 году в возрасте 32 лет.

### Карьера в сборной
В течение нескольких лет выступал за юношеские и молодёжные сборные Хорватии.

### Тренерская карьера
С 2013 года работает тренером в футбольной школе сплитского «Хайдука», тренирует команду 2006 года рождения. Имеет тренерскую лицензию «Б». В 2014 году со своей командой стал победителем международного турнира в Самоборе.

## Личная жизнь
У Даниэля два сына, которые тоже занимаются футболом. Старший сын Марио (род. 2001) в 14-летнем возрасте подписал первый профессиональный контракт с «Хайдуком».